# Gilbertiodendron stipulaceum
Gilbertiodendron stipulaceum är en ärtväxtart som först beskrevs av George Bentham, och fick sitt nu gällande namn av Emery Clarence Leonard. Gilbertiodendron stipulaceum ingår i släktet Gilbertiodendron och familjen ärtväxter. Inga underarter finns listade i Catalogue of Life.